# 和硕端柔公主
和硕端柔公主（1714年—1754年），世宗弟庄亲王允禄之长女，生母為福晋郭络罗氏。

## 生平
康熙五十三年二月二十九日出生。
雍正初年，抚养宫中，稱為三公主。
雍正八年（1730）十二月，下嫁科尔沁博尔济吉特氏齐默特多尔济。
雍正九年（1731）四月，封為和硕端柔公主。
乾隆十九年十二月十二日辰時去世，年四十一歲。

## 影视作品
- 電視劇

| 年份 | 劇名   | 演員 | 剧中姓名      | 劇中稱謂 |
| 2018 | 如懿傳 | 宣璐 | 愛新覺羅·恆娖 | 恆娖公主 |